# Valeria Helander
Valeria Helander, född 6 mars 1985 i S:t Petersburg, Ryssland, är en svensk undersökande journalist.

## Biografi
Helander har varit reporter på Sveriges Radio, Göteborgs-Posten och SVT. På Sveriges Radio arbetade hon med P3 Granskar, Kaliber och P4 Extra. Hon var även programledare och reporter på P3 Nyhetsguiden.
Sedan 2013 arbetar Valeria Helander på SVT Göteborg, främst på Uppdrag granskning. Under flera säsonger gjorde hon Kommungranskarna tillsammans med Sophia Djiobaridis. 2015 var de nominerade till Kristallen för programmet Kommungranskarna: Österåker.
2016 gjorde Valeria Helander ett uppmärksammat reportage för Uppdrag granskning om mejeriet Arla och om ledningens slöseri med mjölkböndernas pengar. Samma år vann hon Guldspaden för en granskning av tolkbranschen som hon gjort för tidningen Faktum. Hon utsågs till den 24:e mäktigaste i "Gräv-Sverige" enligt tidskriften Scoop 2016. År 2018 vann hon återigen Guldspaden, denna gång för en granskning av fusk och lögner inom skönhetsindustrin.
Sedan 2013 är hon styrelseledamot för Föreningen grävande journalister. Hon sitter även med i juryn för danska FUJ-priset, ett pris för grävande journalistik.
År 2024 gav hon tillsammans med beteendevetaren Sabina Björk ut boken I statens våld: en berättelse om SiS och de statliga ungdomshemmen. Boken är en breddning och fördjupning av reportaget De som kallades monster, en granskning av SiS-hemmet Björkbacken som sändes av Uppdrag Granskning 2021. Boken kartlägger och problematiserar behandlingen av unga kvinnor som omhändertas av samhället.